# Хамнігадай
Хамнігадай (рос. Хамнигадай) — село Кяхтинського району, Бурятії Росії. Входить до складу Кударінського сільського поселення.
Населення —  92 особи (2010 рік).

## Географія
Розташоване по правому березі річки Усачіхі (або Хамнігадай, права притока Кудара), в 3,5 км на північний схід від центру сільського поселення - села Кудара-Сомон.